# Província d'Utrecht
La província d'Utrecht, és la província més petita dels Països Baixos, localitzada al centre del país. N'és capital la ciutat homònima, Utrecht.
Amb un producte interior brut per capita de més del 50% de la mitjana de la Unió Europea, és la província més rica del país  Arxivat 2005-02-23 a Wayback Machine..
La seva meitat occidental constitueix, juntament amb el sud d'Holanda del Nord i el nord d'Holanda del Sud, el Randstad.

## Història
El territori coincideix aproximadament amb el de la província històrica de la senyoria d'Utrecht.

## Administració

### Estats Provincials
Aquests són els resultats de les eleccions als Estats Provincials el 2003 i 2007, i a les eleccions generals neerlandeses el 2006 a la Província d'Utrecht
| Eleccions als Estats Provincials 2003-2007 | Eleccions als Estats Provincials 2003-2007 | Eleccions als Estats Provincials 2003-2007 | Eleccions als Estats Provincials 2003-2007 | Eleccions als Estats Provincials 2003-2007 |
| ------------------------------------------ | ------------------------------------------ | ------------------------------------------ | ------------------------------------------ | ------------------------------------------ |
|                                            | 2003                                       | 2003                                       | 2007                                       | 2007                                       |
| Partit                                     | %                                          | Regidors                                   | %                                          | Regidors                                   |
| CDA                                        | 24,0                                       | 16                                         | 22,4                                       | 11                                         |
| VVD                                        | 20,7                                       | 14                                         | 20,1                                       | 10                                         |
| PvdA                                       | 21,1                                       | 14                                         | 15,8                                       | 8                                          |
| SP                                         | 5,6                                        | 3                                          | 11,7                                       | 5                                          |
| GroenLinks                                 | 9,9                                        | 6                                          | 9,1                                        | 4                                          |
| ChristenUnie                               | 5,6                                        | 3                                          | 8,9                                        | 4                                          |
| D66                                        | 5,9                                        | 4                                          | 4,0                                        | 2                                          |
| SGP                                        | 3,6                                        | 2                                          | 3,2                                        | 1                                          |
| PvdD                                       | -                                          | -                                          | 2,7                                        | 1                                          |
| Mooi Utrecht                               | -                                          | -                                          | 2,1                                        | 1                                          |
| LPF                                        | 2,3                                        | 1                                          | -                                          | -                                          |
| Total                                      | 50,9                                       | 63                                         | 49,9                                       | 47                                         |

| Eleccions generals de 2006 | Eleccions generals de 2006 | Eleccions generals de 2006 |
| -------------------------- | -------------------------- | -------------------------- |
| Partit                     | %                          | +/- (2003)                 |
| CDA                        | 26,8                       | - 0,5                      |
| PvdA                       | 18,7                       | - 4,8                      |
| VVD                        | 16,7                       | - 3,7                      |
| SP                         | 13,2                       | + 7,3                      |
| GroenLinks                 | 6,5                        | - 0,2                      |
| ChristenUnie               | 5,5                        | + 2,4                      |
| PVV                        | 5,1                        | -                          |
| D66                        | 2,7                        | - 2,5                      |
| SGP                        | 2,0                        | - 0,1                      |
| PvdD                       | 1,9                        | + 1,4                      |
| LPF                        | 0,2                        | - 4,6                      |
| Total                      | 82,9                       | - 0,1                      |